# Новая (река, впадает в Хатангский залив)
Но́вая — река, протекающая в Красноярском крае России.
Длина реки составляет 90 км, площадь водосборного бассейна — 4160 км². Река берёт начало из озера Арылах в Таймырской впадине на востоке Таймыра на высоте 68,1 м над уровнем моря. У истока ширина реки достигает 132 м при глубине 1,2 м. Течёт в восточном и юго-восточном направлении по заболоченной тундре, покрытой мхами и лишайниками, на берегах — многочисленные озёра и болота. В среднем течении принимает сток из озёр Уолбут и  Кондрата, а ниже по течению — свой второй по длине приток, реку Малая Новая. Впадает с запада в Хатангский залив, образуя при впадении обширную лагуну, в которую также впадает река Поперечная. Примерно в 37 км к востоку от ее устья находится остров Малый Бегичев. Питание реки снеговое и дождевое. Характерны летние паводки.  
Населённые пункты на реке отсутствуют. Ширина перед устьевой лагуной — 165 м при глубине 2 м; скорость течения в низовьях составляет 1 м/с.

## Основные притоки
Указаны притоки длиной 20 км и более
| Название       | Расстояние от устья | Длина | Положение |
| -------------- | ------------------- | ----- | --------- |
| Лабазная       | 8,2                 | 100   | правый    |
| Река Охотников | 48                  | 20    | левый     |
| Малая Новая    | 51                  | 92    | левый     |

## Данные водного реестра
По данным государственного водного реестра России и геоинформационной системы водохозяйственного районирования территории РФ, подготовленной Федеральным агентством водных ресурсов:
- Бассейновый округ — Енисейский
- Речной бассейн — Хатанга
- Речной подбассейн — Хатанга от слияния Хеты и Котуя до устья
- Водохозяйственный участок — Реки бассейна моря Лаптевых от мыса Прончищева до границы между Таймырским Долгано-Ненецким районом Красноярского края и Республикой Саха (Якутия) без реки Хатанги
- Код водного объекта — 17040400212117600004486